# Giovanni Panza
Giovanni Panza (Miseno, 9 marzo 1894 – Napoli, 20 dicembre 1989) è stato un pittore italiano.

## Biografia
Nato in una famiglia di poeti e pittori, era nipote di Salvatore Postiglione e Luca Postiglione, figli del pittore Luigi Postiglione, che lo iniziarono alla pittura. Oltre che pittore fu, come lo zio Luca, anche poeta e scrittore. La sua pittura rimase fedele alla tradizione romantico-naturalistica, ricalcando la tradizione figurativa della scuola napoletana dell'Ottocento. Rappresentò paesaggi, figure, strade, scene bucoliche, mercati che egli traeva dalla vita quotidiana dei quartieri napoletani.